# I'm the One
I'm the One is een nummer van de Amerikaanse muzikant DJ Khaled uit 2017, in samenwerking met de Canadese zanger Justin Bieber en de Amerikaanse rappers Quavo, Chance the Rapper en Lil Wayne. Het is de tweede single van DJ Khaleds tiende studioalbum Grateful.
Het nummer werd een grote wereldhit, en haalde in veel Engelssprekende landen de nummer 1-positie. Ook in de Amerikaanse Billboard Hot 100 werd het een nummer 1-hit. In de Nederlandse Top 40 werd I'm the One door Despacito van Luis Fonsi en Daddy Yankee van de eerste positie afgehouden, en moest het dus met de nummer 2-positie doen. In de Vlaamse Ultratop 50 haalde het nummer de 10e positie.